# Історична вісь Парижа
48°52′14″ пн. ш. 2°18′18″ сх. д. / 48.870611473373° пн. ш. 2.3050355226291° сх. д.

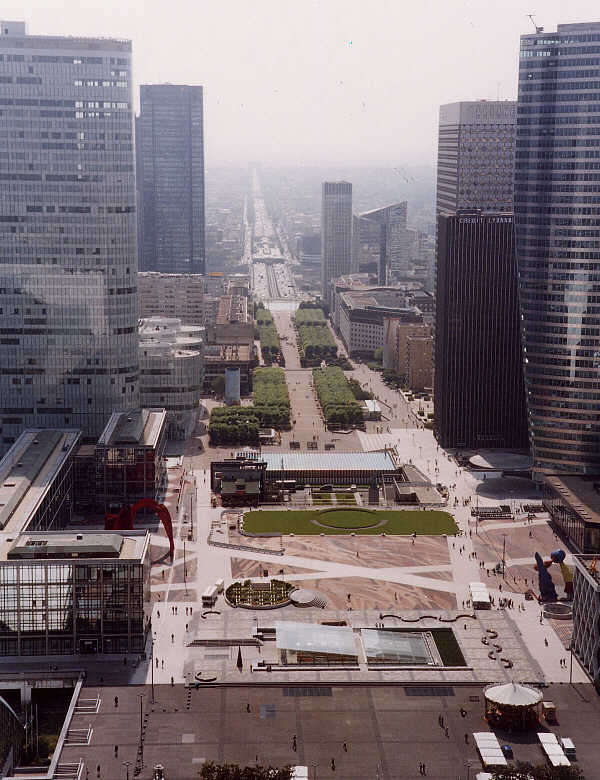
Історична вісь від Арки Дефанс

Історична вісь (фр. axe historique), що проходить з центру Парижа на захід, становить ряд пам'ятників, будівель і вулиць, що розташовані на одній лінії. Історична вісь Парижа починається від Лувру, а закінчується Великою аркою Дефанс у однойменному діловому кварталі. Інші назви осі — Тріумфальний шлях (фр. Voie triomphale), Королівська перспектива (фр. perspective royale).

## Історія
Історія тріумфального шляху бере початок у 1640 році, коли Андре Ленотр, що займався упорядкуванням садово-паркового ансамблю Версаля, наказав висадити алею, що проходила б аж до Лувру. Після заснування Єлисейських Полів між садами Тюїльрі і цією новою вулицею стояло лише декілька будинків. Проте за часів правління Людовика XV ці будинки було знесено, а на їхньому місці виникла площа, названа на честь короля. Зараз ця площа відома, як площа Згоди.
За указом Наполеона в 1806 році на площі Каррузель було споруджено Тріумфальну арку Каррузель. Відразу після битви під Аустерліцем у 1806 році Наполеон розпорядився спорудити на честь перемог французької армії вдвічі більшу Тріумфальну арку. Однак сам імператор не дожив до тих часів, коли арку було добудовано — це сталося лише в 1836 році. Зараз Тріумфальна арка стоїть на площі Шарля де Голля (до 1970 — площа Зірки) і є сьогодні одним з символів Парижа.
Завдяки будівництву авеню Великої Армії історичну вісь було продовжено на захід за межі міста, як її продовження в 1950-х роках було засновано діловий центр Дефанс. У 1980-х роках з ініціативи президента Франсуа Міттерана було організовано конкурс, метою якого було знайти гідний проект для продовження історичної осі. Переможцем став проект Великої арки Дефанс, що сьогодні замикає історичну вісь.

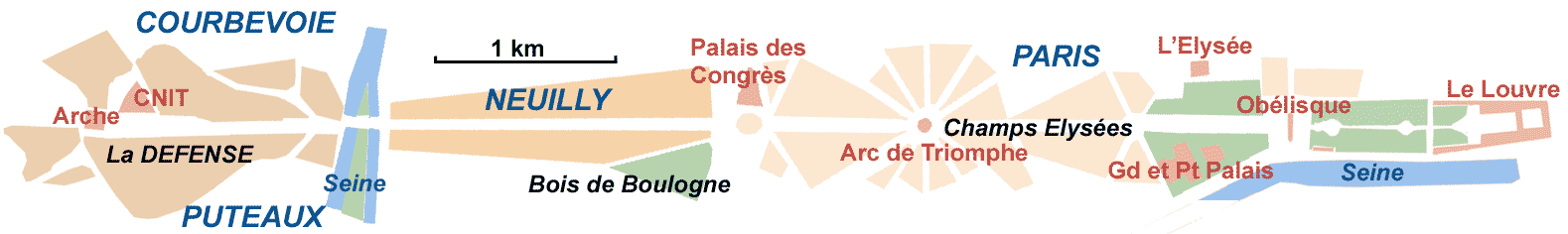
Історична вісь Парижа